# Gustav Höög
Gustav Höög, né le 11 avril 1995 à Lomma en Suède, est un coureur cycliste suédois.

## Biographie
Gustav Höög arrête sa carrière en fin d'année 2018.

## Palmarès
- 2013
  -  Champion de Suède sur route juniors
- 2014
  - Skandis GP
- 2015
  - Fryksdalens 3-dagars :
    - Classement général
    - 2e étape

  - 2e du championnat de Suède sur route espoirs
  - 3e du Tour d'Estonie
  - 3e du Baltic Chain Tour
- 2016
  - 5e étape de l'U6 Cycle Tour
- 2018
  - Mémorial Philippe Van Coningsloo
  - Grand Prix de Kalmar
  - 3e du championnat de Suède sur route

## Classements mondiaux
| Année           | 2014 | 2015 | 2016 | 2017   | 2018 |
| --------------- | ---- | ---- | ---- | ------ | ---- |
| UCI Europe Tour | 587e | 212e |      | 1 807e | 274e |